# Carlo Cattaneo (attore)
Carlo Cattaneo (fl. XX secolo) è stato un attore e regista italiano.

## Biografia
Attivo nel periodo dal 1910 al 1923, principalmente come attore, gli sono accreditati 4 cortometraggi come regista.

## Filmografia

### Attore
- Gerusalemme liberata, regia di Enrico Guazzoni (1910)
- Lo spauracchio - cortometraggio (1912)
- Quo vadis?, regia di Enrico Guazzoni (1913)
- O Roma o morte, regia di Aldo Molinari (1913)
- Scuola d'eroi, regia di Enrico Guazzoni (1914)
- Noblesse oblige, regia di Carlo Cattaneo - cortometraggio (1914)
- La vergine del mare, regia di Piero Calza-Bini (1915)
- L'occhio della morta, regia di Giuseppe Pinto (1915)
- Il più forte (film), regia di Guido Di Nardo (1915)
- I cavalieri della tenebre, regia di Giuseppe Pinto (1915)
- Daysy Ford, regia di Guido Di Nardo (1915)
- Ombre umane, regia di Giuseppe Pinto (1915)
- All'ombra del tricolore, regia di Guglielmo Zorzi (1915)
- Madre martire, regia di Giovanni Casaleggio (1916)
- La signorina Ciclone, regia di Augusto Genina (1916)
- La moglie del dottore, regia di Giovanni Zannini (1916)
- Amanda, regia di Giuseppe Sterni (1916)
- Patto giurato, regia di Alfredo Robert (1917)
- Maschiaccio, regia di Augusto Genina (1917)
- La cavalcata dei fantasmi, regia di Giovanni Zannini (1918)
- Il lampionaro del Ponte Vecchio, regia di Mario Voller-Buzzi (1918)
- ...E dopo?, regia di Febo Mari (1918)
- La cantoniera n. 13, Luigi Maggi (1919)
- L'amante della luna, regia di Achille Consalvi (1919)
- La valanga, regia di Francesco Bertolini (1919)
- Gli artigli d'acciaio, regia di Giuseppe Guarino (1920)
- Il ponte dei sospiri, regia di Domenico Gaido (1921)
- Senza pietà, regia di Emilio Ghione - anche conosciuto come Za-la-Mort contro Za-la-Mort (1921)
- Za-la-Mort contro Za-la-Mort (Quale dei due?) regia di Emilio Ghione (1922)
- La rivincita, regia di Giuseppe Guarino (1923)

### Regista
- Lilium candidum - cortometraggio (1913)
- L'aereo siluro, cortometraggio (1913)
- Tragedie dell'anima, cortometraggio (1914)
- Noblesse oblige- cortometraggio (1914)